# Ефремовская (Вологодская область)
Ефремовская — деревня в Кирилловском районе Вологодской области.
Входит в состав Чарозерского сельского поселения, с точки зрения административно-территориального деления — в Печенгский сельсовет.
Расстояние до районного центра Кириллова по автодороге — 114,1 км, до центра муниципального образования Чарозера по прямой — 21 км. Ближайшие населённые пункты — Русино, Бархатово, Левково, Королево, Степачево, Воронино, Васюково, Семеновская, Иваново.
По переписи 2002 года население — 3 человека.